# Hypothyris kremkyi
Hypothyris kremkyi är en fjärilsart som beskrevs av Felix Bryk 1937. Hypothyris kremkyi ingår i släktet Hypothyris och familjen praktfjärilar. Inga underarter finns listade i Catalogue of Life.